# Epulorhiza
Epulorhiza é um gênero de fungo pertencente à família Tulasnellaceae.

## Espécies
|            | Tulasnella                                                                     |
|            |                                                                                |
| Epulorhiza | \| \| Epulorhiza anaticula \| \| \| \| \| \| Epulorhiza epiphytica \| \| \| \| |
|            | \| \| Epulorhiza anaticula \| \| \| \| \| \| Epulorhiza epiphytica \| \| \| \| |
|            | Pseudotulasnella                                                               |
|            |                                                                                |
|            | Epulorhiza anaticula                                                           |
|            |                                                                                |
|            | Epulorhiza epiphytica                                                          |
|            |                                                                                |

|  | Epulorhiza anaticula  |
|  |                       |
|  | Epulorhiza epiphytica |
|  |                       |